# Tkacze (obwód brzeski)
Tkacze (biał. Ткачы; ros. Ткачи) – wieś na Białorusi, w obwodzie brzeskim, w rejonie prużańskim, w sielsowiecie Linowo.
W dwudziestoleciu międzywojennym leżały w Polsce, w województwie poleskim, w powiecie prużańskim.
W miejscowości znajduje się przystanek kolejowy Tkacze, położony na linii Moskwa – Mińsk – Brześć.